# Nicholas Purcell
Nicholas "Nick" Purcell (28 de junio de 1990) es un actor estadounidense conocido por su papel en la serie de Nickelodeon, The Troop. Es originario de Concord, la capital de Nuevo Hampshire. Se graduó en 2008 de Concord High School.
En la serie de Nickelodeon, "The Troop", Nick interpreta a Jake Collins que es un estudiante de primer año con sus compañeros miembros de The Troop, Félix, Hayley y el Sr. Stockley, la serie fue cancelada transmitiendo 40 episodios. Siguen varias aventuras en las que buscan salvar a su pueblo de los monstruos mortales. En el 2009 tiene un rol en la película Surrogates.

## Filmografía
| Año       | Título             | Rol              | Notas                                        |
| --------- | ------------------ | ---------------- | -------------------------------------------- |
| 2005      | Fever Pitch        | Red Sox Fan      | personaje sin acreditar                      |
| 2005      | The Mirakle        | Churchgoer       | Corto                                        |
| 2005      | Boys Life          | Baseball Pitcher | papel secundario, serie de TV                |
| 2007      | Law & Order        | Ben              | Estrella invitada, 1 episodio, serie de TV   |
| 2007-2008 | As The World Turns | Ty               | Estrella invitada, 4 episodios, serie de TV  |
| 2009      | Surrogates         | Pulaski/Commando | Papel secundario, película                   |
| 2009-2011 | The Troop          | Jake Collins     | personaje principal, serie de TV Nickelodeon |
| 2010      | Grey's Anatomy     | Doug             | Estrella invitada, 1 episodio                |
| 2011      | BrainSurge         | El mismo         | Programa de Concursos, Nickelodeon           |